# Берёзки (Борисцевское сельское поселение)
Берёзки  — деревня в Торжокском районе Тверской области. Входит в состав Борисцевского сельского поселения.

## География
Находится в центральной части Тверской области на расстоянии приблизительно 9 км на юг-юго-запад по прямой от районного центра города Торжок, прилегая с юга к поселку Красный Торфяник.

## История
До Великой Отечественной войны деревня еще не отмечалась на карте. Была отмечена на карте 1980 года.

## Население
Численность населения: 30 человек (русские 80 %) в 2002 году, 15 в 2010.